# Buffalo City Metropolitan Municipality
Die Metropolgemeinde Buffalo City (englisch: Buffalo City Metropolitan Municipality) ist eine Metropolgemeinde in der südafrikanischen Provinz Ostkap. Der Sitz der Gemeindeverwaltung befindet sich in East London. 
Im Jahre 2000 wurde die Lokalgemeinde Buffalo City Local Municipality durch die Zusammenlegung mehrerer Ortschaften gebildet. Bis zur Gründung als Metropolgemeinde im Jahre 2011 gehörte Buffalo City zum Distrikt Amathole. Benannt ist die Metropolgemeinde nach dem Fluss Buffalo River, welcher bei East London in den Indischen Ozean mündet.
2015 schlug der African National Congress, der die Metropolgemeinde führt, eine Umbenennung in Dr W B Rubusana Metropolitan Municipality vor, nach dem Politiker Walter Benson Rubusana.

## Städte und Orte
| - Beacon Bay - Berlin - Bhisho - Dimbaza - Duncan Village - East London - Gonubie - Hanover - Ilitha | - Kaysers Beach - Kidds Beach - Qonce (bis 2021: King William’s Town) - Macleantown - Mdantsane - Phakamisa - Winterstrand - Zwelitsha |

## Demografie
Zensus 2011
Im Jahr 2011 hatte die Metropolgemeinde 755.200 Einwohner in 223.568 Haushalten auf einer Gesamtfläche von 2535,93 km². Davon waren 85,1 % schwarz, 7,7 % weiß, 6 % Coloured und 0,8 % Inder bzw. Asiaten. Erstsprache war zu 76,9 % isiXhosa, zu 10,7 % Englisch und zu 7 % Afrikaans.
Mikrozensus 2016
Im Jahre 2016 hatte die Metropolgemeinde 834.997 Einwohner in 253.477 Haushalten.
Zensus 2022
Gemäß der Volkszählung von 2022 lebten in der Metropolgemeinde 975.255 Einwohner in 268.438 Haushalten.

## Naturparks und Naturschutzgebiete (Auswahl)
- Gonubie Nature Reserve
- Kwelera National Botanical Garden
- Nahoon Nature Reserve
- Umtiza Nature Reserve